# Sarcophaga buxtoni
Sarcophaga buxtoni är en tvåvingeart som beskrevs av Salem 1946. Sarcophaga buxtoni ingår i släktet Sarcophaga och familjen köttflugor.
Artens utbredningsområde är Vanuatu. Inga underarter finns listade i Catalogue of Life.